# 塩基
化学において、塩基（えんき、英: base）とは、一部の化学物質を指す総称である。具体的な定義は後述。酸の対義語。

## 概要
一般に、プロトン（H+）を受け取る、または電子対を与える化学種。歴史上、概念の拡大を伴いながら、幾つかの定義が考えられた。
塩基としてはたらく性質を塩基性（えんきせい）といい、水溶液の塩基性はアルカリ性ともいう。
酸・塩基は相対的な概念である。ある物質に対する塩基が、他の物質に対して酸であることが多い。例えば、水は塩化水素に対して塩基である（H+を奪う）が、アンモニアに対して酸である（H+を与える）。
{\displaystyle {\ce {H2O + HCl <=> H3O^+ + Cl^-}}}
{\displaystyle {\ce {H2O + NH3 <=> OH^- + NH4^+}}}
ただし、日常的に「塩基」といえば、水に対する塩基を意味するため、その場合にて水は「中性の物質」といえる。
塩基性の強い塩基を強塩基（強アルカリ）、弱い塩基を弱塩基（弱アルカリ）と呼ぶ。
塩基や塩基性は、文脈によって「求核剤」「求核性」とも言及される。また、生物学において、核酸を構成する核酸塩基を、単に塩基と呼ぶことがある。

## アルカリ
アルカリ金属やアルカリ土類金属などの水酸化物、あるいはアンモニア、アミンなど水溶液のpHが7より大きく塩基性を示す物質を総称してアルカリ (英: alkali) と呼ぶ。「アルカリ」の語源は、中世のイスラーム圏で薬や洗剤として用いられていた قلوي と呼ばれるものに由来するとされる。また、アルカリ性の水溶液やアルカリ金属を、単にアルカリと呼ぶことがある。アルカリ性の化合物は基本的に苦味を呈する。

## 塩基の定義
以下に、それぞれの定義を概略のみ述べる。
アレニウス塩基 (Arrhenius base)
アレニウスの定義による塩基。水に溶けると水酸化物イオン (OH−) を出す物質。下式において、水酸化ナトリウム (NaOH) はアレニウス塩基としてはたらく。
{\displaystyle {\ce {NaOH -> Na^+ + OH^-}}}
ブレンステッド塩基 (Brønsted base)
ブレンステッド-ローリーの定義による塩基。プロトンを受け取る物質。下式の反応で「B」、あるいは「B−」がブレンステッド塩基。
{\displaystyle {\ce {B + H^+ -> B^+H}}}
{\displaystyle {\ce {B^- + H^+ -> BH}}}
ルイス塩基 (Lewis base)
ルイスの定義による塩基。電子対を与える物質。下式の反応で「B」がルイス塩基。

## 英語 Base の語源
錬金術用語 "the matrix" の類義語として、1717年にフランスの化学者 Louis Lémery が使用したのが最初である。錬金術師のパラケルススは、普遍的な酸か潜在原理が土壌の matrix もしくは wombに含侵することで天然に存在する塩が地中で生まれると主張した。その理論を近代化学に導入したのが フランスの化学者 Guillaume-François Rouelle で、中性塩がアルカリ水溶液等と酸を混ぜ合わせる事で生成されることを明らかにした。18世紀における既知の酸のほとんどが揮発性か蒸留可能な"spirits"で、一方、塩基は酸を「結晶状態の塩か凝固した状態」の形を与え、定着させられる"Base"と考えられた。